# Кавалли, Джованни
Джованни Кавалли (итал. Giovanni Cavalli; 1808—1879) — генерал-лейтенант итальянской артиллерии, выдающийся артиллерист, изобретатель первого нарезного, заряжающегося с казны орудия с продолговатым чугунным снарядом, автор многочисленных сочинений о нарезных пушках, с большой проницательностью оценивший их значение в будущем.

## Биография
Джованни Кавалли родился 23 июля 1808 года в городе Турине. В 1845 году, служа в пьемонтской артиллерии, предложил, ради большей скорострельности, ввести для береговых казематных орудий крупного калибра заряжание с казны и безоткатные лафеты; для заряжания же с дула откат после выстрела должен быть настолько большим, чтобы дуло вышло из амбразуры внутрь каземата. Для противодействия откату им предлагалась особая упругая деревянная платформа.

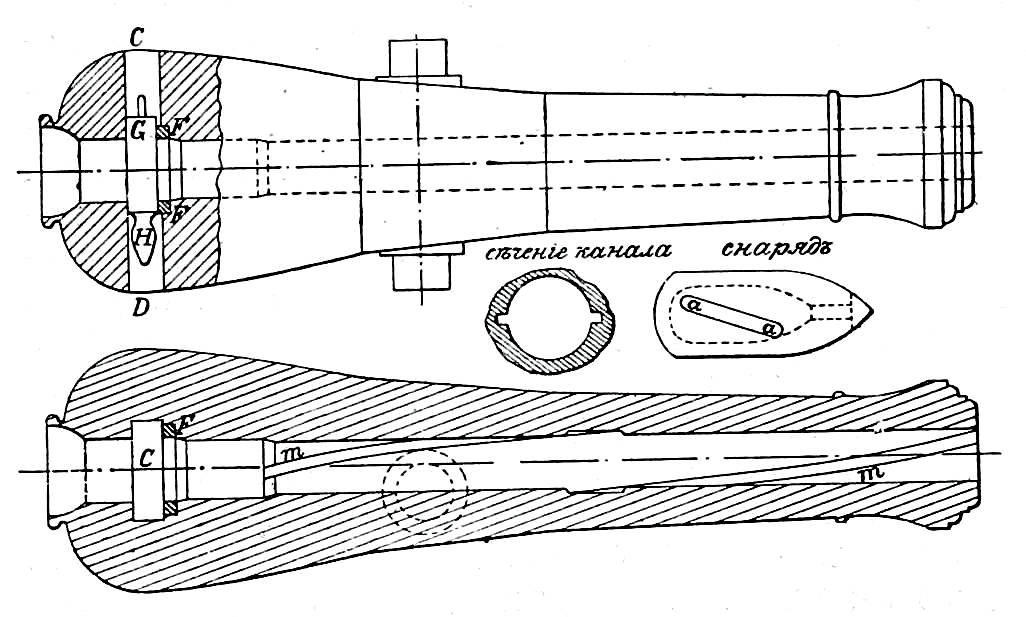
Орудие и снаряд Кавалли

В чине капитана Кавалли был в 1846—1847 гг. для выполнения своего проекта командирован в Швецию на завод Варендорфа в Окере. Из имевшихся чугунных стволов для 22-см и 27-см гаубиц были изготовлены 6,5-дм и 8,3-дм гаубицы.
Конструкция гаубиц
Каждое орудие обладало двумя глубокими нарезами m (см. рис.), с длиною хода 22 калибра для двух таких же продольных наклоненных к оси выступов aa, составлявших одно целое с телом чугунного снаряда яйцевидной формы. Затвор, в виде призматического клина GH, вкладывался руками в поперечное отверстие CD в казне и прикреплялся к орудию особою цепью. Обтюратором служило медное кольцо F в гнезде среза канала; к нему прижималась передняя грань клина; позади заряда вкладывалась чугунная чашка, служившая дном канала и прижимавшаяся газами к клину, устраняя возможность сильного загрязнения клина пороховым нагаром и позволяя легче извлекать его после выстрела. 
При стрельбе из 30-фунтовой (6,5-дм) нарезной гаубицы дальность при угле возвышения 13° получилась 3,5 мтр[уточнить], то есть на 25 % больше, чём у гладкой 22-см гаубиц Меткость при этом повысилась в 18 раз. Снаряд весил 30 килограмм при относительном заряде ⅛. Несколькими такими орудиями пьемонтская артиллерия пользовалась при осаде Гаэты в 1860—1861 гг.
Главными недостатками орудий системы Кавалли являлись необходимость больших зазоров между готовыми выступами и нарезами (плохая центровка снаряда, частые заклинивания последнего, что стало причиной разрыва нескольких орудий пороховыми газами), а также быстрое изнашивание нарезов и плохая обтюрация, портившая клин.
В 1865 году Кавалли был назначен начальником Туринской военной академии, а в 1869 году членом совета военного ордена в Савойе. Большинство сочинений Кавалли были напечатаны в записках Туринской академии наук, а некоторые были изданы отдельно на французском языке.
Скончался 23 декабря 1879 года в родном городе.

## Избранная библиография
- «Mémoire sur les canons se chargeant par la culasse et sur les canons rayés» (1849);
- «Mémoires sur divers perfectionnements militaires» (1856);
- «Aperçu sur les canons rayés se chargeant par la bouche et par la culasse» (1862);
- «Mémoire sur les éclatements remarquables des canons en Belgique de 1857 à 1858 et ailleurs à cause des poudres brisantes» (1868);
- «Mémoire sur la théorie de la résistance statique et dynamique des solides» (1863);
- «Recherche de la plus puissante artillerie» (1866);
- «Supplément à la théorie du choc des projectiles» (1868)[3].